# للا تکرکوست
للا تکرکوست (به فرانسوی: Lalla Takerkoust) یک شهرک در مراکش است که در استان حوز واقع شده‌است. للا تکرکوست ۳٬۳۴۸ نفر جمعیت دارد.